# Echinochloa jubata
Echinochloa jubata är en gräsart som beskrevs av Otto Stapf. Echinochloa jubata ingår i släktet hönshirser, och familjen gräs. Inga underarter finns listade i Catalogue of Life.